# Fabián Rinaudo
Fabián Andrés Rinaudo (Armstrong, 15 mei 1987) is een Argentijns voormalig betaald voetballer die doorgaans speelde als middenvelder. Tussen 2008 en 2021 was hij actief voor Gimnasia y Esgrima, Sporting CP, Catania, opnieuw Gimnasia y Esgrima en Rosario. Rinaudo maakte in 2009 zijn debuut in het Argentijns voetbalelftal en kwam uiteindelijk tot vier interlandoptredens.

## Clubcarrière
Rinaudo doorliep de jeugdopleiding bij Gimnasia y Esgrima en hij debuteerde op 5 oktober 2008, toen er 0–0 gelijkgespeeld werd tegen River Plate. Hij speelde uiteindelijk 92 competitiewedstrijden en op 3 juli 2011 verliet hij de Argentijnse club voor Sporting CP. Hij kreeg een vierjarige verbintenis bij de Portugese club. Op 10 januari 2014 werd hij voor een half jaar verhuurd aan het Italiaanse Catania. Een half jaar later werd de overstap definitief gemaakt. Na een jaar werd Rinaudo voor twee seizoenen verhuurd aan zijn oude club Gimnasia y Esgrima. Na deze verhuurperiode bleef Rinaudo in Argentinië voetballen want Gimnasia y Esgrima nam hem definitief over. In januari 2019 stapte de middenvelder over naar Rosario. In de zomer van 2021 kreeg hij van die club geen nieuw contract en vertrok hij.

## Clubstatistieken
| Seizoen | Club                 | Competitie       | Competitie | Competitie | Beker | Beker | Internationaal | Internationaal | Totaal | Totaal |
| Seizoen | Club                 | Competitie       | Wed.       | Dlp.       | Wed.  | Dlp.  | Wed.           | Dlp.           | Wed.   | Dlp.   |
| ------- | -------------------- | ---------------- | ---------- | ---------- | ----- | ----- | -------------- | -------------- | ------ | ------ |
| 2008/09 | Gimnasia y Esgrima   | Primera División | 26         | 1          | 0     | 0     | —              | —              | 26     | 1      |
| 2009/10 | Gimnasia y Esgrima   | Primera División | 33         | 0          | 0     | 0     | —              | —              | 33     | 0      |
| 2010/11 | Gimnasia y Esgrima   | Primera División | 33         | 0          | 0     | 0     | —              | —              | 33     | 0      |
| 2011/12 | Sporting CP          | Primeira Liga    | 10         | 0          | 1     | 1     | 7              | 0              | 18     | 1      |
| 2012/13 | Sporting CP          | Primeira Liga    | 23         | 0          | 4     | 1     | 3              | 0              | 30     | 1      |
| 2013/14 | Sporting CP          | Primeira Liga    | 3          | 0          | 0     | 0     | 0              | 0              | 3      | 0      |
| 2013/14 | Catania              | Serie A          | 17         | 0          | 1     | 0     | —              | —              | 18     | 0      |
| 2014/15 | Catania              | Serie B          | 31         | 1          | 2     | 0     | —              | —              | 33     | 1      |
| 2015    | → Gimnasia y Esgrima | Primera División | 12         | 1          | 1     | 0     | —              | —              | 13     | 1      |
| 2016    | → Gimnasia y Esgrima | Primera División | 11         | 0          | 3     | 0     | —              | —              | 14     | 0      |
| 2016/17 | → Gimnasia y Esgrima | Primera División | 15         | 2          | 1     | 0     | 2              | 1              | 18     | 3      |
| 2017/18 | Gimnasia y Esgrima   | Primera División | 24         | 0          | 2     | 0     | —              | —              | 26     | 0      |
| 2018/19 | Gimnasia y Esgrima   | Primera División | 13         | 0          | 6     | 0     | —              | —              | 19     | 0      |
| 2018/19 | Rosario              | Primera División | 11         | 0          | 4     | 0     | 5              | 0              | 20     | 0      |
| 2019/20 | Rosario              | Primera División | 22         | 2          | 1     | 0     | —              | —              | 23     | 2      |
| 2020/21 | Rosario              | Primera División | 11         | 1          | 1     | 0     | —              | —              | 12     | 1      |
| 2021/22 | Rosario              | Primera División | 1          | 0          | 0     | 0     | —              | —              | 1      | 0      |
| Totaal  | Totaal               | Totaal           | 297        | 8          | 26    | 1     | 17             | 1              | 340    | 10     |

## Interlandcarrière
Rinaudo maakte zijn debuut in het Argentijns voetbalelftal op 20 mei 2009. Op die dag werd een vriendschappelijke wedstrijd tegen Panama met 3–1 gewonnen. De middenvelder mocht van bondscoach Diego Maradona in de basis beginnen en hij werd tijdens de tweede helft gewisseld voor Franco Zuculini. Op 14 mei 2014 werd bekendgemaakt dat Rinaudo onderdeel uitmaakt van de Argentijnse voorselectie voor het WK 2014 in Brazilië.
| Interlands van Fabián Rinaudo voor Argentinië | Interlands van Fabián Rinaudo voor Argentinië | Interlands van Fabián Rinaudo voor Argentinië | Interlands van Fabián Rinaudo voor Argentinië | Interlands van Fabián Rinaudo voor Argentinië | Interlands van Fabián Rinaudo voor Argentinië | Interlands van Fabián Rinaudo voor Argentinië |
| №                                             | Datum                                         | Wedstrijd                                     | Uitslag                                       | Competitie                                    | Goals                                         |                                               |
| Als speler bij Gimnasia y Esgrima             | Als speler bij Gimnasia y Esgrima             | Als speler bij Gimnasia y Esgrima             | Als speler bij Gimnasia y Esgrima             | Als speler bij Gimnasia y Esgrima             | Als speler bij Gimnasia y Esgrima             |                                               |
| --------------------------------------------- | --------------------------------------------- | --------------------------------------------- | --------------------------------------------- | --------------------------------------------- | --------------------------------------------- | --------------------------------------------- |
| 1                                             | 20 mei 2009                                   | Argentinië – Panama                           | 3 – 1                                         | Vriendschappelijk                             |                                               |                                               |
| 2                                             | 17 maart 2011                                 | Argentinië – Venezuela                        | 4 – 1                                         | Vriendschappelijk                             |                                               |                                               |
| 3                                             | 25 mei 2011                                   | Argentinië – Paraguay                         | 4 – 2                                         | Vriendschappelijk                             |                                               |                                               |
| Als speler bij Sporting CP                    |                                               |                                               |                                               |                                               |                                               |                                               |
| 4                                             | 8 oktober 2011                                | Argentinië – Chili                            | 4 – 1                                         | WK 2014 kwalificatie                          |                                               |                                               |